# Abilene (Biblia)
Abilene fue un distrito romano o tetrarquía de la región del Celesiria o Antilíbano, al norte del monte Hermón. Recibió su nombre de la capital, Abila (actual Raphana), ciudad enclavada en un pintoresco desfiladero junto a la orilla del río Abaná (conocido hoy como Barada).
Mencionado en la Biblia en Lucas 3:1

## Referencia bíblica
En el capítulo 3 del Evangelio de Lucas, en el tiempo en que Juan el Bautista comenzó a predicar su bautismo de arrepentimiento en el desierto, se indican los gobernantes que mandaban en ciertos lugares:
1 Ahora, en el decimoquinto año del reinado del césar Tiberio, siendo Poncio Pilato gobernador de Judea, siendo Herodes tetrarca de Galilea, su hermano Felipe, tetrarca de Iturea y de la región de Traconítide, y Lisanias, tetrarca de Abilene,
2 Siendo Anás y Caifás los sumos sacerdotes, la palabra de Dios vino a Juan, hijo de Zacarías, en el desierto.